# Kozia Wola (Lipiny)
Kozia Wola – część wsi Lipiny w Polsce, położona w województwie podkarpackim, w powiecie dębickim, w gminie Pilzno.
Dawniej samodzielna wieś i gmina jednostkowa.
W latach 1975–1998 wieś administracyjnie należała do województwa tarnowskiego.